# Nslookup
nslookup（エヌエスルックアップ）は、多くのオペレーティングシステムで使用できるネットワーク管理のためのコマンドラインツールで、ドメイン名とIPアドレスの対応付け、その他のDNSレコードを取得するためにDomain Name System (DNS) に問い合わせを行う。

## 歴史
Internet Systems Consortium (ISC) は、初期の BIND9 の開発では、host や dig の使用を推奨し、nslookup の使用には反対していた。しかし、BIND 9.3 をリリースした2004年に方針を転換し、以降、nslookup も完全にサポートされている。

## 背景
"nslookup" という名前は、"name server lookup"（ネームサーバー検索）を意味する。 nslookup は、問い合わせの際にオペレーティングシステム固有のDNSリゾルバライブラリを使用せず、そのため、dig とは異なる挙動を示すことがある。加えて、ベンダーにより提供されたバージョンは、他の名前情報源（hostsファイルやNIS等）の出力を用いることができる。 nslookup の振る舞いのいくつかは、resolv.confファイルにより変更できる。

## 使用法
nslookup には、対話モードと非対話モードがある。
対話モード
nslookup を引数なし、もしくは、第1引数を -（ハイフン）、第2引数をDNSサーバーのホスト名かIPアドレスとして起動すると、対話モードになる。nslookup のプロンプト (>) が表示されているときに、ユーザーは、ドメイン名やIPアドレスか、nslookup の設定コマンド（サブコマンド）を入力する。引数なしで起動した場合は、デフォルトサーバーに問い合わせを行う。 - の後にDNSサーバー指定した場合は、そのDNSサーバーに問い合わせを行う。
非対話モード
第1引数を - 以外として、検索対象のドメイン名やIPアドレス、コマンドラインオプションを指定して起動した場合は、非対話モードになる。オプションでDNSサーバーを指定していない場合は、デフォルトサーバーに問い合わせを行う。